# (12213) 1981 QN3
1981 كيو أن 3 (ويعرف أيضًا باسم (12213) 1981 كيو أن 3 وفق تسمية الكوكب الصغير) (بالإنجليزية: 1981 QN3)‏ هو كويكب ضمن حزام الكويكبات؛ وترتيبه 12213 من حيث الاكتشاف.
اكتُشف هذا الجُرم الفلكي بواسطة هنري ديبهون في 26 أغسطس 1981.

## وصلات خارجية
- (12213) 1981 QN3 في قاعدة بيانات مختبر الدفع النفاث لأجرام النظام الشمسي الصغيرة

- الاكتشاف · مخطط المدار ·  العناصر المدارية · المعلمات المادية

- (12213) 1981 QN3 على موقع ويكي سكاي: DSS2, SDSS, GALEX, IRAS, Hydrogen α, X-Ray, Astrophoto, Sky Map, Articles and images